# تی.او.پی (رپر)
چوی سونگ هیون (کره‌ای: 최승현؛ زادهٔ ۴ نوامبر ۱۹۸۷) که بیشتر با نام هنری تی.او‌.پی (انگلیسی: T.O.P) شناخته می‌شود، رپر، خواننده، ترانه‌پرداز و بازیگر اهل کره جنوبی است. او به عنوان یک رپر زیرزمینی فعالیت می‌کرد پیش از اینکه به وای‌جی انترتینمنت ملحق شود و به عنوان رپر در گروه پسرانه کره‌ای بیگ‌بنگ در سال ۲۰۰۶ فعالیتش را آغاز کند. این گروه به یکی از پرفروش‌ترین گروه‌ها در تمام دوران در آسیا و یکی از پرفروش‌ترین گروه‌های پسرانه در جهان تبدیل شد. به عنوان هنرمند انفرادی، او دو تک‌آهنگ دیجیتال «Turn It Up» (۲۰۱۰) و «دوم دادا» (۲۰۱۳) منتشر کرد که به ترتیب به جایگاه شماره دو و چهار در جدول دیجیتال گائون رسیدند.
تی.او‌.پی حرفه بازیگری خود را در سال ۲۰۰۷ و با مجموعه تلویزیونی من سم هستم آغاز کرد و به دنبال آن در مجموعه تلویزیونی آیریس (۲۰۰۹) و فیلم تلویزیونی نوزده (۲۰۰۹) ایفای نقش کرد.
او در سال ۲۰۱۰ در فیلم ۷۱ نفر در آتش ایفای نقش کرد که به خاطر آن ستایش شد و جوایز مختلفی از جمله بهترین بازیگر تازه‌کار مرد در سی و یکمین جوایز فیلم اژدهای آبی و چهل و هفتمین جوایز هنری بکسانگ برنده شد. او سپس در فیلم تعهد (۲۰۱۳) ایفای نقش کرد که به خاطر آن برنده جایزه بازیگر آسیایی تازه‌کار مرد سال در جشنواره بین‌المللی فیلم بوسان شد. او در سال ۲۰۲۴ در مجموعه تلویزیونی بازی مرکب ۲ ایفای نقش کرد.

## فیلم‌شناسی

### فیلم
| سال   | عنوان            | نقش                       | توضیحات               |
| ----- | ---------------- | ------------------------- | --------------------- |
| ۲۰۰۸  | داستان مرد       | خودش                      | حضور افتخاری          |
| ۲۰۰۹  | نوزده            | سو جونگ هون               |                       |
| ۲۰۱۰  | ۷۱ نفر در آتش    | اوه جانگ بوم              |                       |
| ۲۰۱۱  | آیریس: فیلم      | ویک                       | فیلم اقتباسی از آیریس |
| '۲۰۱۳ | تعهد             | لی میونگ هون / کانگ ده هو |                       |
| ۲۰۱۴  | تازا: کارت پنهان | هام ده گیل                |                       |
| ۲۰۱۶  | بیگ‌بنگ مید       | خودش                      | فیلم مستند            |
| ۲۰۱۷  | خارج از کنترل    | تام یونگ                  |                       |

### مجموعه تلویزیونی
| سال  | عنوان       | نقش       | توضیحات      |
| ---- | ----------- | --------- | ------------ |
| ۲۰۰۷ | من سم هستم  | چه مو شین |              |
| ۲۰۰۹ | آیریس       | ویک       |              |
| ۲۰۱۰ | هارو        | خودش      | حضور افتخاری |
| ۲۰۱۵ | پیام مخفی   | وو هیون   | [ ۳ ]        |
| ۲۰۲۴ | بازی مرکب ۲ | تانوس     |              |